# Вулиця Богдана Хмельницького (Бровари)
Ву́лиця Хмельни́цького Богда́на — одна з магістральних вулиць у місті Бровари Київської області.

## Опис
Вулиця має протяжність 925 метрів. Забудова — малоповерхова, переважно приватна садибна, усього близько 12-ти будинків.

## Розміщення
Вулиця Хмельницького розміщена у місцевості Торгмаш. Починається від вулиці Олега Оникієнка, закінчується на перехресті з вулицями Будівельна та Покровською. Вулицю Хмельницького перетинають вулиці Джеймса Мейса, Зелена, Авіаційну. До вулиці Хмельницького прилучаються вулиці Русанівська, Фабрична, Дружби, Вишнева, Михайла Максимовича, Космонавтів і Миру.